# Левин, Александр Аронович
Александр Аронович Левин (25 июня 1931 года — 2014) — российский химик, заслуженный деятель науки РФ (25.06.1997).

## Биография
Родился 25 июня 1931 года.
Окончил МГЗПИ (1965).
Работал в Институте общей и неорганической химии (ИОНХ) АН СССР (РАН), в 1993—2007 гг. заведующий лабораторией квантовой химии, с 2007 года главный научный сотрудник лаборатории.
Доктор химических наук (1972), профессор (1991). Докторская диссертация:
- Химическая связь и структура энергетических зон в неорганических полупроводниках : диссертация … доктора химических наук : 02.00.00. — Москва, 1971. — 314 с. : ил.

## Сочинения
- Введение в квантовую химию твердого тела : Хим. связь и структура энерг. зон в тетраэдрич. полупроводниках. — Москва : Химия, 1974. — 237 с. : черт.; 22 см.
- Квантовая химия ковалентных кристаллов / А. А. Левин, канд. хим. наук. — Москва : Знание, 1970. — 63 с. : ил.; 22 см.
- Квантовая химия водородно-связанных материалов. Сегнетоэлектрики и антисегнетоэлектрики / А. А. Левин, С. П. Долин, Т. Ю. Михайлова // Российский Химический Журнал (ЖРХО им. Д. И. Менделеева). — 2007. — Т. 51, № 5. — С. 139—148

## Награды и звания
- Заслуженный деятель науки РФ (25.06.1997).